# Songs an einem Sommerabend (Album, 2011)
25 Jahre Songs an einem Sommerabend ist ein Livealbum aus Anlass des 25-jährigen Jubiläums von Songs an einem Sommerabend im Jahre 2011.

## Entstehung
Ado Schlier, der Leiter des Festivals, schreibt im Vorwort des Booklets zu dieser Doppel-CD, wie in den letzten Jahren der Bayerische Rundfunk versuchte, auch Schlager und Volksmusik bei den „Songs“ unterzubringen, was er aber verhindern konnte. Er bedankt sich beim Publikum, das trotz teils heftigen Unwetters und entsprechend langer Unterbrechungen mitgespielt hat. Bei diesem Konzert gab es zum ersten Mal eine Überdachung der Bühne.
Während auf der ersten CD die Höhepunkte des Jubiläumskonzertes 2011 zu hören sind, stellt die zweite CD „Die Neuen – das Beste aus 25 Jahren“ vor. Dafür hatten sich bis dahin weit über 5000 Liedermacher aus dem deutschsprachigen Raum beworben. Jährlich durften sich fünf Solisten und Gruppen vor dem Publikum des Festivals präsentieren.

## Titelliste
CD 1:
1. Guten Abend (Bodo Wartke) – 2:08
2. Als ich ein Junge war (Dominik Plangger) – 3:24
3. Blowin’ in the Wind (Dominik Plangger) – 4:28
4. Ein Lied … (Bodo Wartke) – 1:44
5. Wir sind eins (Reinhard Mey) – 4:24
6. Danke, liebe gute Fee (Reinhard Mey) – 5:31
7. Believe in Steve (Bodo Wartke & Viva Voce) – 4:47
8. Banz-Song (Viva Voce) – 2:04
9. Bäng Bäng (Klaus Hoffmann) – 3:57
10. Jedes Kind braucht einen Engel (Klaus Hoffmann)  – 4:17
11. Schenk mir diese Nacht (Klaus Hoffmann & Reinhard Mey) – 5:33
12. Flügel und Wurzeln (Fred Ape) – 3:37
13. Architektur in Deutschland (Bodo Wartke) – 4:25
14. In meiner schwarzen Stunde (Arlo Guthrie & Wenzel) – 8:13
15. Mohn und Kamille (Arlo Guthrie & Wenzel) – 4:57
16. My Peace (Arlo Guthrie & Wenzel) – 3:12
17. Gute Nacht, Freunde (Reinhard Mey und alle) – 3:54
18. Kein Ende in Sicht (Konstantin Wecker & Hannes Wader) – 3:06

CD 2:
1. IRISHsteirisch (Bian Bam Beitl Buam) – 4:21
2. Dutzi Dutzi (Timon Hoffmann) – 2:51
3. Hex du gfoist ma (Luz Amoi) – 3:38
4. So viel mehr (Max von Milland) – 4:38
5. Der Künstler (Dominik Plangger) – 3:06
6. Forteman (Stefan Ebert) – 4:54
7. Traumtänzer (Pension Volkmann) – 2:31
8. The Speisewagenschaffners (Hubert Wolf) – 2:42
9. Das Dorf (Wacholder) – 2:42
10. Hear of Silence (Carolin No) – 4:27
11. Juegalo (vocaldente) – 3:05
12. Heldenmarsch der Abiturienten (Rainer Schulze) – 4:48
13. Erster Flieder (alea) – 4:13
14. Zuhause zu sein (Andi Weiss) – 3:25
15. Flieg (muSix) – 3:31
16. Serenade (Aluna) – 3:06
17. D’Sau (dieSTEINBACH) – 4:53
18. Wer weiß a Antwort (Schariwari) – 3:56
19. Ja, Schatz (Bodo Wartke) – 4:47
20. Der Wunsch des Filmprojektors (Gerhard Schöne) – 4:19

## Produktion
Das Konzert vom 9. Juli 2011 wurde auf Kloster Banz (Bad Staffelstein) von Friedrich Thein (Studios & Mobile Recording) aufgenommen und gemischt. Die künstlerische Leitung, Konzept und Idee hatte Ado Schlier, die Produktion übernahm das Studio für Veranstaltungen Monika-Beate Fröschle GmbH, Würzburg. Gemastert wurde es von Friedrich Thein. Die CD- und Booklet-Redaktion hatte Ado Schlier. Das Design übernahm Klaus Schinagl.
Die Fotos stammen von Doris Ortlieb, Matthias Lange und dem Pro-Mediastudio.